# Ianis Varufakis
Ianis Varufakis (en grec: Γιάνης Βαρουφάκης) (Atenes, 24 de març de 1961) és un economista marxista, professor i escriptor amb doble nacionalitat greco-australiana. És un participant actiu als debats sobre la crisi econòmica mundial de 2008 a 2012 i concretament dels seus efectes a Europa. És autor del llibre The global Minotaur: America, the true origins of the financial crisis and the future of the world economy, publicat el 2002 en anglès. És professor de Teoria econòmica a la Universitat d'Atenes i col·laborador, com a economista, a l'empresa Valve Corporation.

## Vida acadèmica
Format en matemàtiques i estadística, es va doctorar en Economia el 1987 a la Universitat d'Essex. Ja abans havia començat la seva vida laboral com a professor d'economia i econometria a la Universitat d'Essex i a la Universitat d'Ànglia de l'Est. El 1988 va passar un any com a becari a la Universitat de Cambridge. Des de 1989 fins a 2000 va ensenyar com a professor titular d'Economia al Departament d'Economia de la Universitat de Sydney. El 2000 es va traslladar a la seva Grècia natal, on encara és professor de Teoria Econòmica a la Universitat d'Atenes (encara que actualment està en excedència). L'any 2002 va establir el programa de doctorat en Economia (UADPhilEcon) a la Universitat d'Atenes, que va dirigir fins al 2008.

## Crisi de l'euro i política econòmica
Des del gener de 2004 fins al desembre de 2006, va ser assessor econòmic del govern socialdemòcrata de Georgios Papandreu, del qual es va convertir en un fervent crític uns anys més tard. Varufakis és autor de diversos llibres sobre la teoria dels jocs i és un popular analista econòmic de mitjans de notícies com la BBC Today, CNN, Sky News, Bloomberg TV i Russia Today, entre d'altres. Al novembre de 2010, al costat de Stuart Holland, va formar el Partit Laborista MP i, com a professor d'economia a la Universitat de Coïmbra, Portugal, va publicar A Modest Proposal, un conjunt de línies polítiques econòmiques orientades a la superació de la crisi de l'euro. Des de setembre de 2011 Truman Factor publica articles de Varufakis en anglès i en espanyol. Varufakis compara el paper de l'economia dels Estats Units, des de 1970, amb la resta del món amb la figura mitològica grega del minotaure.

## Els murs de la globalització
Durant el 2005 i el 2006 va viatjar, juntament amb l'artista Danae Stratu, al llarg de set murs o línies establerts al llarg del món (Palestina, Etiòpia-Eritrea, Kosovo, Belfast, Xipre, Caixmir i Estats Units-Mèxic). Stratu va crear una exposició fotogràfica anomenada "CUT: 7 dividing lines", Varufakis va escriure els texts que després es van convertir en un llibre sobre aquestes divisions politico-econòmiques amb el títol: The Globalising Wall. El 2010 Stratu i Varufakis van fundar el projecte "Vital Space".

## SÍRIZA i ministre d'Economia
Ianis Varufakis va ser assessor econòmic de la coalició d'esquerres anti-austeritat SÍRIZA durant les eleccions de 2015 i posteriorment va ser nomenat ministre d'Economia.
Va renunciar al càrrec de Ministre d'Economia el dia 6 de juliol de 2015, després del «no» en el referèndum grec sobre les condicions de la Troika, per a facilitar les negociacions posteriors. Va ser substituït per Efklidis Tsakalotos.

## Posició respecte del procés independentista català
Varoufakis ha mantingut una posició molt crítica amb la gestió del govern espanyol del procés independentista català. El novembre de 2017 va declarar que li semblava una vergonya que hi hagués presos polítics a Espanya, en referència a l'empresonament de Jordi Sànchez i Jordi Cuixart de l'octubre de 2017 i el posterior empresonament de diversos consellers del Govern de Catalunya.